# Carlo Savina
Carlo Savina (Torí, 2 d'agost de 1919 – Roma 23 de juny de 2002) va ser un compositor i director d'orquestra italià que va compondre, arranjar i dirigir música per a pel·lícules, i és especialment recordat per ser el director musical de pel·lícules com El padrí (1972), Amarcord (1973), i L'os (1988).
Savina va treballar amb molts dels notables compositors de partitures de pel·lícules del segle xx, inclosos: Ennio Morricone, Armando Trovajoli, Nino Rota, Mario Nascimbene, Stanley Myers, Stephen Sondheim, Philippe Sarde, i Miklos Rozsa. El seu treball va anar des de compondre música per frequents Spaghetti Western com a Johnny Or per ser el director musical i director de l' Assaig d'orquestra de Federico Fellini.
El 1985 va guanyar el premi David di Donatello al millor músic per la banda sonora de Pizza Connection.

## Biografia
Carlo Savina provenia d'una família de músics: el seu pare va ser el primer clarinetista de l'orquestra d'una emissora de ràdio pública italiana EIAR. Carlo va aprendre el violí de petit i es va graduar al Conservatori de Música Giuseppe Verdi a Torí, on va estudiar piano, violí, composició i direcció.
El 1945 va començar a compondre música per a ràdio. A principis de la seva carrera, va ser guardonat amb un premi per l'Accademia Musicale Chigiana. Va fundar la seva pròpia orquestra i aviat va ser famós.
El 1950 va començar a compondre i arranjar música per al cinema. Durant els següents trenta anys, va compondre, organitzar i dirigir música per a més de 200 pel·lícules i es va convertir en un dels més prolífics, i potser subestimats compositors de pantalla i televisió del segle xx.

## Filmografia
- Il monello della strada, dirigida per Carlo Borghesio (1950)
- Totò cerca pace, dirigida per Steno, Mario Monicelli (1954)
- Il coraggio, dirigida per Domenico Paolella (1955)
- Storia di una minorenne, dirigida per Piero Costa (1956)
- Noi siamo le colonne, dirigida per Luigi Filippo D'Amico (1956) direzione orchestrale
- Presentimento, dirigida per Armando Fizzarotti (1956)
- Te sto aspettanno, dirigida per Armando Fizzarotti (1957)
- Erode il Grande, dirigida per Arnaldo Genoino (1958)
- Tuppe tuppe, Marescià!, dirigida per Carlo Ludovico Bragaglia (1958)
- Io, mammeta e tu, dirigida per Carlo Ludovico Bragaglia (1958)
- Giuditta e Oloferne, dirigida per Fernando Cerchio (1958)
- Europa di notte, dirigida per Alessandro Blasetti (1959)
- I baccanali di Tiberio, dirigida per Giorgio Simonelli (1959)
- Il moralista, dirigida per Giorgio Bianchi (1959)
- Arriva la banda, dirigida per Tanio Boccia (1959)
- It Started in Naples, dirigida per Melville Shavelson (1960)
- Ferragosto in bikini, dirigida per Marino Girolami (1960)
- Caccia al marito, dirigida per Marino Girolami (1960)
- Saffo, venere di Lesbo di Pietro Francisci (1960)
- Bellezze sulla spiaggia, dirigida per Romolo Guerrieri (1961)
- Scandali al mare, dirigida per Marino Girolami (1961)
- Io amo, tu ami..., dirigida per Alessandro Blasetti (1961)
- Gerarchi si muore, dirigida per Giorgio Simonelli (1961)
- Che femmina!! e... che dollari!, dirigida per Giorgio Simonelli (1961)
- La ragazza sotto il lenzuolo, dirigida per Marino Girolami (1961)
- Una vita difficile, dirigida per Dino Risi (1961)
- Malesia magica, dirigida per Lionetto Fabbri (1961)
- Le magnifiche 7, dirigida per Marino Girolami (1961)
- Il re di Poggioreale, dirigida per Duilio Coletti (1961)
- Io, Semiramide, dirigida per Primo Zeglio (1962)
- Maciste contro lo sceicco, dirigida per Domenico Paolella (1962)
- Il sangue e la sfida, dirigida per Nick Nostro (1962)
- Eva, dirigida per Joseph Losey (1962)
- La donna degli altri è sempre più bella, dirigida per Marino Girolami (1962)
- Twist, lolite e vitelloni, dirigida per Marino Girolami (1962)
- Gli italiani e le donne, dirigida per Marino Girolami (1962)
- Le quattro verità, dirigida per Luis García Berlanga e Alessandro Blasetti (1962)
- L'ira di Achille, dirigida per Marino Girolami (1962)
- Zorro alla corte di Spagna, dirigida per Luigi Capuano (1962)
- Fuga da Mauthausen, dirigida per Edwin Zbonek (1963)
- La vita provvisoria, dirigida per Vincenzo Gamna (1963)
- Il capitano di ferro, dirigida per Sergio Grieco (1963)
- Giacobbe ed Esaù, dirigida per Mario Landi (1963)
- La cieca di Sorrento, dirigida per Nick Nostro (1963)
- Zorro e i tre moschettieri, dirigida per Luigi Capuano (1963)
- D'Artagnan contro i 3 moschettieri, dirigida per Fulvio Tului (1963)
- Le motorizzate, dirigida per Marino Girolami (1963)
- Liolà, dirigida per Alessandro Blasetti (1963)
- Ursus gladiatore ribelle, dirigida per Domenico Paolella (1963)
- Ursus nella terra di fuoco, dirigida per Giorgio Simonelli (1963)
- Siamo tutti pomicioni, dirigida per Marino Girolami (1963)
- Processo a Stalin, dirigida per Fulvio Lucisano i Renato May (1963)
- Sfida al re di Castiglia, dirigida per Ferdinando Baldi (1963)
- La spada del Cid, dirigida per Miguel Iglesias (1963)
- Il deserto rosso, dirigida per Michelangelo Antonioni (1964)
- Einer Frisst den anderen, dirigida per Ray Nazarro, Gustav Gavrin (1964)
- Amore mio, dirigida per Raffaello Matarazzo (1964)
- Il misterioso signor Van Eyck, dirigida per Augustin Navarro (1964)
- Maciste nell'inferno di Gengis Khan, dirigida per Domenico Paolella (1964)
- Delitto d'amore, dirigida per Luigi Comencini (1964)
- Cleopazza, dirigida per Carlo Moscovini (1964)
- Gli invincibili dieci gladiatori, dirigida per Nick Nostro (1964)
- Queste pazze, pazze donne, dirigida per Marino Girolami (1964)
- Veneri al sole, dirigida per Marino Girolami (1964)
- Maciste contro i mongoli, dirigida per Domenico Paolella (1964)
- La cripta e l'incubo, dirigida per Camillo Mastrocinque (1964)
- Le tardone, dirigida per Marino Girolami (1964)
- Il trionfo dei dieci gladiatori, dirigida per Nick Nostro (1964)
- Il piombo e la carne, dirigida per Marino Girolami (1964)
- Sette a Tebe, dirigida per Luigi Vanzi (1964)
- Gli amanti latini, dirigida per Mario Costa (1965)
- Le spie uccidono a Beirut, dirigida per Luciano Martino (1965)
- L'uomo che ride, dirigida per Sergio Corbucci (1965)
- Django killer per onore, dirigida per Maury Dexter (1965)
- A 077 - Sfida ai killers, dirigida per Antonio Margheriti (1966)
- All'ombra delle aquile, dirigida per Ferdinando Baldi (1966)
- Il massacro della foresta nera, dirigida per Ferdinando Baldi (1966)
- Furia a Marrakech, dirigida per Mino Loy (1966)
- Goldsnake anonima killers, dirigida per Ferdinando Baldi (1966)
- I tre del Colorado, dirigida per Amando De Ossorio (1966)
- Johnny Or, dirigida per Sergio Corbucci (1966)
- Per un dollaro di gloria, dirigida per Fernando Cerchio (1966)
- Due rrringos nel Texas, dirigida per Marino Girolami (1967)
- Capriccio all'italiana, dirigida per Steno, Mauro Bolognini, Pier Paolo Pasolini , Pino Zac, Franco Rossi, Mario Monicelli(1967)
- Franco, Ciccio e le vedove allegre, dirigida per Marino Girolami (1967)
- Vietnam guerra senza fronte, dirigida per Lamberto Antonelli (1967)
- Pochi dollari per Django, dirigida per León Klimovsky (1967)
- Vivo per la tua morte, dirigida per Alex Burks (1967)
- La morte vestita di dollari, dirigida per Ray Nazarro (1967)
- Si muore solo una volta, dirigida per Giancarlo Romitelli (1967)
- Per un pugno di gloria, dirigida per Fernando Cerchio (1967)
- Giurò... e li uccise ad uno ad uno... Piluk il timido, dirigida per Guido Celano (1967)
- Joe l'implacabile, dirigida per Antonio Margheriti (1967)
- A Ghentar si muore facile, dirigida per León Klimovsky (1967)
- La scuola delle vergini, dirigida per Jozef Zachar (1967)
- American Secret Service, dirigida per Enzo Di Gianni (1968)
- Testa o croce, dirigida per Piero Pierotti (1968)
- Joko - Invoca Dio... e muori, dirigida per Antonio Margheriti (1968)
- Malenka la nipote del Vampiro, dirigida per Armando De Ossorio (1968)
- Hypnos - Follia di massacro, dirigida per Paolo Bianchini (1968)
- Giurò... e li uccise ad uno ad uno... Piluk il timido, dirigida per Guido Celano (1968)
- Io ti amo, dirigida per Antonio Margheriti (1968)
- Anche nel West c'era una volta Dio, dirigida per Marino Girolami (1968)
- La casa delle demi-vierges..., dirigida per Helmut Weiss (1968)
- Nude... si muore, dirigida per Antonio Margheriti (1968)
- E intorno a lui fu morte, dirigida per León Klimovsky (1968)
- Contronatura, dirigida per Antonio Margheriti (1969)
- I due Kennedy, dirigida per Gianni Bisiach (1969)
- I due magnifici fresconi (un imbroglio tutto curve), dirigida per Marino Girolami (1969)
- Simon Bolivar, dirigida per Alessandro Blasetti (1969)
- I vendicatori dell'Ave Maria, dirigida per Bitto Albertini (1970)
- Questa libertà di avere... le ali bagnate, dirigida per Alessandro Santini (1970)
- La grande avventura di Scaramouche, dirigida per Piero Pierotti (1970)
- L'inafferrabile invincibile Mr. Invisibile, dirigida per Antonio Margheriti (1970)
- E Dio disse a Caino..., dirigida per Antonio Margheriti (1970)
- I clowns, dirigida per Federico Fellini (1970)
- Ombre roventi, dirigida per Mario Caiano (1970)
- I diabolici convegni, dirigida per Josè Maria Elorrieta (1971)
- La araucana, dirigida per Julio Coll (1971)
- Io Cristiana studentessa degli scandali, dirigida per Sergio Bergonzelli (1971)
- Nel raggio del mio braccio, dirigida per Giorgio Trentin (1971)
- Il tuo dolce corpo da uccidere, dirigida per Alfonso Brescia (1971)
- Il peccato di Adamo ed Eva, dirigida per Michael Zachary (1971)
- Il tredicesimo è sempre Giuda, dirigida per Joseph Warren (1971)
- ...e lo chiamarono Spirito Santo, dirigida per Roberto Mauri (1971)
- Ehi amigo... sei morto!, dirigida per Paolo Bianchini (1971)
- La notte dei dannati, dirigida per Filippo Maria Ratti (1971)
- Le calde notti di Don Giovanni, dirigida per Alfonso Brescia (1971)
- Belle d'amore, dirigida per Fabio De Agostini (1971)
- Diabolicamente sole con il delitto, dirigida per Antonio Nieves Condè (1971)
- Finalmente... le mille e una notte, dirigida per Antonio Margheriti (1972)
- Stress, dirigida per Corrado Prisco (1972)
- Poppea... una prostituta al servizio dell'impero, dirigida per Alfonso Brescia (1972)
- Ragazza tutta nuda assassinata nel parco, dirigida per Alfonso Brescia (1972)
- Jesse & Lester - Due fratelli in un posto chiamato Trinità, dirigida per James London (1972)
- Trinità e Sartana figli di..., dirigida per Mario Siciliano (1972)
- Spirito Santo e le 5 magnifiche canaglie, dirigida per Roberto Mauri (1972)
- Un animale chiamato uomo, dirigida per Roberto Mauri (1972)
- I senza Dio, dirigida per Roberto Bianchi Montero (1972)
- I racconti romani di una ex novizia, dirigida per Pino Tosini (1972)
- Cuore, dirigida per Romano Scavolini (1973)
- Ming, ragazzi!, dirigida per Antonio Margheriti (1973)
- Film d'amore e d'anarchia - Ovvero "Stamattina alle 10 in via dei Fiori nella nota casa di tolleranza...", dirigida per Lina Wertmüller (1973)
- Ingrid sulla strada, dirigida per Brunello Rondi (1973)
- Hai sbagliato... dovevi uccidermi subito!, dirigida per Mario Bianchi (1973)
- Ceremonia sangrienta, dirigida per Jordi Grau i Solà (1973)
- Le favolose notti d'oriente, dirigida per Mino Guerrini (1973)
- Sospiri, dirigida per Jess Franco (1973)
- Fra' Tazio da Velletri, dirigida per Romano Gastaldi (1974)
- L'assassino ha riservato nove poltrone, dirigida per Giuseppe Bennati (1974)
- Manone il ladrone, dirigida per Antonio Margheriti (1974)
- Là dove non batte il sole, dirigida per Antonio Margheriti (1974)
- La profanazione, dirigida per Tiziano Longo (1974)
- La nipote, dirigida per Nello Rossati (1974)
- Peversione, dirigida per Manuel Mur Oti (1974)
- Ordine firmato in bianco, dirigida per Gianni Manera (1974)
- La badessa di Castro, dirigida per Armando Crispino (1974)
- I figli di nessuno, dirigida per Bruno Gaburro (1974)
- Carnalità, dirigida per Alfredo Rizzo (1974)
- La bolognese, dirigida per Alfredo Rizzo (1975)
- Una vergine in famiglia, dirigida per Luca Delli Azzeri (1975)
- Ultime grida dalla savana, dirigida per Antonio Climati e Mario Morra (1975)
- La nuora giovane, dirigida per Luigi Russo (1975)
- Calore in provincia, dirigida per Roberto Bianchi Montero (1975)
- L'ingenua, dirigida per Gianfranco Baldanello (1975)
- Il vizio ha le calze nere, dirigida per Tano Cimarosa (1975)
- La casa dell'esorcismo, dirigida per Mario Bava (1975)
- Frou-frou del tabarin, dirigida per Giovanni Grimaldi (1976)
- Campagnola bella, dirigida per Luca Delli Azzeri (Mario Siciliano) (1976)
- Ragazzo di borgata, dirigida per Giulio Paradisi (1976)
- Cari mostri del mare, dirigida per Bruno Vailati (1977)
- Il signor ministro li prese tutti e subito, dirigida per Sergio Alessandrini (1977)
- Nove ospiti per un delitto, dirigida per Ferdinando Baldi (1977)
- Le calde notti di Caligola, dirigida per Roberto Bianchi Montero (1977)
- Indagine su un delitto perfetto, dirigida per Giuseppe Rosati (1978)
- La suggestionata, dirigida per Alfredo Rizzo (1978)
- La profecia, dirigida per John Frankenheimer (1978)
- La donna della calda terra, dirigida per Josè Maria Forque (1978)
- Tess, dirigida per Roman Polański (1979)
- Assaig d'orquestra, dirigida per Federico Fellini (1979)
- I cacciatori del cobra d'oro, dirigida per Antonio Margheriti (1981)
- Comin' at Ya!, dirigida per Ferdinando Baldi (1981)
- Fuga dall'arcipelago maledetto, dirigida per Antonio Margheriti (1982)
- Andando verso te, dirigida per Ferdinando Baldi (1983)
- Pizza connection, dirigida per Damiano Damiani (1985)
- Laggiù nella giungla, dirigida per Stefano Reali (1988)